# 104 a. C.
El año 104 a. C. fue un año del calendario romano prejuliano. En el Imperio romano, fue conocido como el año 650 Ab Urbe condita.

## Acontecimientos
- En Roma, la lex Domitia establece que sean los comitia tributa los que elijan al Pontifex Maximus.
- Cayo Mario y Cayo Flavio Fimbria, son nombrados cónsules de Roma
- Publio Licinio Nerva, es nombrado pretor y ejerce el gobierno de Sicilia.
- Yugurta es enviado a Roma, donde es ejecutado.
- Hispania Citerior: la invaden los cimbrios, a quienes los celtíberos rechazan.[1]
- Cayó Mario introduce en Roma el ejército profesional.
- Cayo Mario reforma el Ejército romano: servicio militar de 16 años de duración; pensión de vejez e incorporación de los proletarios a la carrera de las armas.[2]